# Strehaia
Strehaia (pronunciació en romanès: [streˈhaja]) és una ciutat del comtat de Mehedinți, Oltènia (Romania). Es troba a la vall del riu Motru, a la part oriental del comtat. Als boscos dels voltants hi ha les colònies de tortugues de Herman més grans d'Oltenia.
Nou municipis són administrats per Ciochiuța, Comanda, Hurducești, Lunca Banului, Menți, Motruleni, Slătinicu Mare, Slătinicu Mic i Stăncești.
La ciutat es troba a 48 km (30 mi) a l'est de la seu del comtat, Drobeta-Turnu Severin, i 25 km (16 mi) a l'oest de Filiași, a la ruta europea E70.

## Demografia
Segons el cens del 2011, la ciutat tenia 9.837 habitants. D'aquests, el 88,79% eren romanesos i l'11,11% gitanos; El 99,4% eren ortodoxos romanesos.

## Història
Strehaia es va esmentar per primera vegada en documents del segle XV. Com a ubicació alternativa per a la residència de Bans Oltenian durant les primeres regles de Craiovești, la ciutat encara presenta els fonaments de la casa de la finca Banate; havia substituït Severin a causa dels freqüents atacs otomans, i al seu torn va ser substituït per Craiova, romanent una localitat majoritàriament rural.
El Monestir de Strehaia va ser construït per Valàquia Príncep Matei Basarab a 1645. El 1671 es va organitzar una fira ramadera a la ciutat, un esdeveniment habitual que va contribuir al desenvolupament de la ciutat. Strehaia va ser el lloc de les escaramusses entre els Pandurs de Tudor Vladimirescu i les tropes lleials a Scarlat Callimachi, durant la revolta de Valàquia de 1821.
Les finques del príncep Antoine Bibesco es trobaven a prop de Strehaia.

## Fills il·lustres
- Rodion Cămătaru (nascut el 1958), futbolista
- Nicolae Popescu (1937-2010), matemàtic